# Xã Wallace, Quận LaSalle, Illinois
Xã Wallace (tiếng Anh: Wallace Township) là một xã thuộc quận LaSalle, tiểu bang Illinois, Hoa Kỳ. Năm 2010, dân số của xã này là 491 người.